# Wyższa Szkoła Matematyki i Informatyki Użytkowej w Białymstoku
Wyższa Szkoła Matematyki i Informatyki Użytkowej w Białymstoku – niepaństwowa uczelnia założona 25 stycznia 1996 roku. Po 17 latach istnienia z uwagi na brak kandydatów, władze Uczelni podjęły decyzję o jej zamknięciu. Dnia 1 lutego 2014 roku została otwarta likwidacja Uczelni. Sekretariat został przeniesiony na ul. Mazowiecką 48/4.

## Kierunki kształcenia
Oferowała ona naukę na 3-letnich studiach dziennych lub 3,5-letnich studiach zaocznych. Obydwa warianty umożliwiają uzyskanie tytułu licencjata.
- Matematyka
- Informatyka

## Władze uczelni
- dr Zofia Leszczyńska – Rektor
- dr inż. Dorota Dworzańczyk – Dziekan
- mgr inż. Ewa Chojnacka – Sekretarz rektora